# Lenguas hausa-gwandara
Las lenguas hausa-gwandara constituyen el grupo demográficamente más importante de las lenguas chádicas. Filogenéticamente, constituyen una de las dos divisiones del chádico occidental A. El hausa tiene unos 25 millones de hablantes (como primera lengua, superando los 40 millones el número de hablantes totales) en Níger y Nigeria, mientras que el gwandara hablado en Nigeria apenas tiene unos 30 mil hablantes.

## Comparación léxica
Los numerales en diferentes variedades hausa-gwandara son:
| GLOSA | Hausa      | Hausa    | Gwandara | Gwandara | PROTO- HG |
| GLOSA | Occidental | Oriental | Karshi   | Nimbia   | PROTO- HG |
| ----- | ---------- | -------- | -------- | -------- | --------- |
| '1'   |            | ɗájá     | da       | da       | *ɗá-      |
| '2'   |            | bíjú     | bi       | bi       | *bí-      |
| '3'   | ʔúkkù      | ʔúkù     | úgù      | úkù      | *ʔúkù     |
| '4'   |            | fúɗú     | huru     | furu     | *fúɗú     |
| '5'   |            | bìjár    | bìyàri   | bìyàr    | *bìyár    |
| '6'   | ʃíddà      | ʃídà     | ʃídà     | ʃídə́     | *šídà     |
| '7'   |            | bákwài   | bákwè    | boʔo     | *bákwài   |
| '8'   |            | tákwàs   | tákùʃì   | tágə́r    | *tákwàs   |
| '9'   |            | tárà     | tárà     | tãrã     | *tárà     |
| '10'  |            | góːmà    | góm̀      | gwóm     | *gwómà    |
- Datos: Q5972884